# حجت أباد (تيران وكرون)
حجت‌ أباد هي قرية في مقاطعة تيران وكرون، إيران. عدد سكان هذه القرية هو 11 في سنة 2006.